# 333風暴行動

333風暴行動（俄語：Шторм-333）是1979年12月27日苏联军队刺杀阿富汗人民民主党总书记哈菲佐拉·阿明的行動代號，该行动获得了成功。阿爾法特種部隊的退伍軍人稱此次行動為部隊中最成功的行動之一。

## 蘇軍戰前部署
1979年12月8日，蘇共首腦勃列日涅夫、克格勃主席安德羅波夫、外長葛羅米柯、書記處書記蘇斯洛夫以及國防部長烏斯季諾夫在勃列日涅夫辦公室召開了會議，決定出兵阿富汗。
12月13日，蘇聯組建了以副總參謀長阿赫羅梅耶夫大將爲首的蘇聯國防部作戰指揮組。12月14日作戰指揮組抵達與阿富汗接壤的帖爾米茲市（今烏茲別克境内），之後索科洛夫元帥被任命領導這個指揮組，蘇聯在他的領導下對阿富汗出兵。12月16日，蘇聯軍方下達了第40集團軍戰地指揮管理動員令。土庫曼斯坦軍區第一副司令員圖哈利諾夫中將被任命爲第40集團軍司令。

## 第一次攻擊未果
12月11日，克格勃“頂點”別動隊附屬的兩個小組（每組30人）抵達阿富汗巴格拉姆機場，除此之外，還有一個連的“穆斯林營”的士兵。空降兵副司令古斯科夫中將下達奪取“橡樹目標（總統府）”的任務。然而總統府的守衛有2,000多人，雙方兵力懸殊。戰鬥準備工作進行了兩個晝夜，收取情報、繪製目標平面圖和總統府警衛系統圖。準備完畢之後於12月13日15點30分下達了發起進攻的命令，攻擊部隊離開巴格拉姆機場前往喀布爾，然而16點卻傳來“解除戰鬥”的命令。
另外，“頂點”隊成員茨維特科夫、葉洛霍夫事前調試好了射程為450米的狙擊步槍，他們在這個距離瞄準阿明射擊。他們在喀布爾阿明日常外出經常行走的路綫上選擇好了一個地點，設置了觀察哨。但每次阿明通過之前，沿綫會加强警戒。這個狙殺計劃也未能實現。
12月16日對阿明進行的暗殺也沒有成功，他僅僅受了輕傷，但是他的外甥，安全部門負責人阿薩杜爾·阿明受了重傷，在蘇聯外科大夫搶救之後，送到了莫斯科。

## 第二次攻擊準備
12月17日入夜前，“頂點”分隊和“穆斯林營”奉命開赴坐落在新總統府的達爾-烏爾-阿曼區，決定在阿明返回總統府塔日别克宫之後開始行動。“頂點”分隊潛入喀布爾，暫時住在蘇聯大使館内。12月18日“穆斯林營”開始向喀布爾移動，并在入夜前在指定區域集結。
1979年12月24日，國防部長烏斯季諾夫和總參謀長奧加爾科夫簽署的第312/12/001號指令傳達到部隊，它確定了出兵的具體任務和在阿富汗領土的部署。蘇軍總參謀部制定計劃規定兩個機械化步兵師從兩個方向進駐，第五師從庫什卡、赫拉特、申丹德方向；第108師從帖爾米茲、昆都士方向。同時實施第103空降師登陸，第345團留守喀布爾機場和巴格拉姆機場。12月24日夜，土庫曼斯坦軍區司令員馬克西莫夫上將報告國防部和總參謀部，部隊作戰準備已經完畢。
12月27日，空降兵部隊和第103師各部以及增援的克格勃部隊出現在喀布爾的一些重要行政管理機構和關鍵設施，以加强對這些地方的控制。

## 總統府的守備
塔日别克宫是新落成的總統府，總統府的警備系統是精心設計的。阿明的貼身警衛是由親戚和特別信任的人組成。他們的服裝與衆不同，帽圈、皮帶、手槍套盒袖口一律是白色；第二道防綫有7個崗哨，每處有四個哨兵，配有機關槍、擲彈筒、自動步槍，兩個小時換一次崗；第三道防綫是外環警衛綫，部署了3個摩托化步兵營和一個坦克營，分佈於塔日别克宫四周。在一處制高點上部署了兩輛T-54坦克，它們可以瞄準總統府毗鄰地區，並可以用火炮和機關槍射擊。警衛隊共有2500人。除此之外，附近還駐扎著一個團，裝備有12門100毫米高射炮、16門高射機關炮。此外，駐扎在喀布爾的還有兩個步兵師、一個坦克旅。
除此之外，塔日别克宫坐落在灌木叢生的陡峭山坡。所有能夠接近它的周圍都佈有地雷，唯一一條安全通道晝夜有人把守。堅厚的院墻足以抵擋炮火的襲擊。周邊都在大口徑機槍的射程之内，可謂易守難攻。

## 代號333行動
12月27日的白天，阿明在豪華的官邸舉辦盛大的宴會招待人民民主黨政治局成員和各部長及家屬，他一方面想讓人們看看新落成的總統府，一方面也爲剛從莫斯科回國的人民民主黨中央委員會書記潘吉什利接風。他以爲通過這次潘吉什利的莫斯科之行，蘇聯已經認可了他對塔拉基死因的解釋和阿富汗領導層的更迭。訪問鞏固了雙邊關係，而且蘇聯也表示在軍事領域給予阿富汗廣泛的援助，而他絲毫沒有察覺到蘇聯此時就要對他下手。
宴會開始之後不多久，席間就有很多人突然感到不適，部分人包括阿明本人也喪失了知覺。當時就懷疑是有人投毒，阿明的夫人馬上傳喚總統衛隊，並給中央軍人醫院和蘇聯大使館醫務室打電話請求援助。當蘇聯醫生和阿富汗醫生趕到總統府時，看到橫七竪八躺臥著的人們，恢復了知覺的人在疼痛中抽搐，醫生們做出判斷：集體食物中毒。阿明本人也處於嚴重昏迷狀態，渾身上下脫得只剩下褲衩。於是醫生們對阿明進行洗胃、强行排尿，之後注射打吊瓶，一直忙到晚上6點。
負責保衛工作的軍官們極度不安，他們抽調阿富汗軍人加强内外保安，並聯係坦克旅，要求做好應急準備。然而此時阿富汗軍隊的通道已經被蘇聯空降部隊切斷。與此同時，蘇軍突擊部隊進攻總統府的時間確定為19點30分。
在行動中，有24個阿爾法特種部隊的成員、格魯烏、35個蘇聯空降軍和30個屬於蘇聯秘密警察的小組「頂點」的成員。另外，還有520名來自蘇聯特种部队第154獨立支隊的成員，又稱為穆斯林部队，因為這部隊只有蘇聯中亞地區的士兵。格魯烏和蘇聯秘密警察的成員都穿上防彈背心和頭盔，這些裝備被視為十分重要，因為哈菲佐拉·阿明的守衛只配備衝鋒槍，不足以穿透蘇聯軍隊的防彈裝備。而支援部隊並不獲派頭盔和防彈裝備。
當突擊隊接近總統府時，突然槍聲大作，科列尼斯科上校立即對特種部隊和“穆斯林營”下令開火。於是子彈像雨點般地向塔日别克宫傾瀉過去。由於總統府周遭都佈設了地雷，突擊隊的裝甲運兵車只能沿著唯一的一條通路逼近總統府。當第一輛車闖進總統府大門時，總統府内的重機槍突然開火，車輛被擊毀，指揮員陣亡，其他人也受了傷。剩下的人跳下車子，隱蔽起來向總統府開火，並藉著衝鋒梯向上面攀登。與此同時，喀布爾市内響起陣陣爆炸聲，這是克格勃“澤尼特”小組炸毀了通訊設施，切斷了首都與外界的聯係。
格魯烏特種部隊此時也遇到了總統府内射出來的重機槍火力的阻擋，突擊活動在雨點般密集的子彈中進行。卡爾布辛小組最新突破到宮殿下，特戰隊員跳下戰車，占據宮殿平臺。戰鬥初始異常激烈，負責主攻總統府的是格魯烏特種部隊，“穆斯林營”和其餘各部負責外圍掩護。高射機槍平射塔日别克宫，23.4毫米的子彈打在墻壁上像橡皮子彈那樣被彈回。宮殿裏面的機槍繼續朝外面掃射，壓制住了特種部隊。五分鐘之後，突擊隊衝進宮殿。而阿富汗守軍向外投擲手榴彈，爆炸的彈片擊傷了一些突擊隊員。此時大樓内的戰鬥進入了白熱化，除了從大門衝入宮殿内的，還有從窗戶衝進宮殿的突擊隊員。此時總統府和外界的聯係已經被切斷。
而此時的蘇聯大使館還被蒙在鼓裏，當槍響之後不斷有傷員抬入大使館内，大使塔別耶夫給克格勃主席打電話，要求解釋喀布爾城内發生的事，而克格勃的答復是：現在無可奉告。天亮之後再解釋。於此同時，攻打總統府的外圍部隊，封鎖了總統府的唯一通路，另外一個連和兩個自動榴彈炮排不停地轟擊阿富汗軍隊的坦克營，使得阿富汗坦克兵無法接近自己的坦克，然後迫使他們投降。“穆斯林營”搶占了阿富汗高炮部隊的設備，俘虜了全體官兵。
宮殿内，阿明的保安部隊和貼身保鏢殊死抵抗，拒不投降。突擊隊的高射機槍向總統府和前面的廣場平射，二樓起火。阿明的保安部隊最初以爲進攻者是本國的叛亂部隊，後來聽到了俄語叫駡聲才陸續投降，據説這些保安部隊都在蘇聯軍校學習過，也都知道俄語的“髒話”。而早先趕來為食物中毒者治療的蘇聯醫生們都躲藏起來，起初他們也以爲是“聖戰者”打過來了，後來才知道是“自己人”。此時的阿明，只穿著短褲和背心，胳膊上的吊瓶還挂在上面，他一手拿著吊瓶走來走去。蘇聯醫生見狀，趕緊跑上去，拔出針頭，並按住傷口。此時阿明的五歲兒子不知道從哪裏哭喊著跑出來，父子兩人抱在一起，依墻坐下。
此時此刻，阿明還相信苏联在他那一邊，甚至对他的副官說:「苏联會幫助我們的」，副官回答说攻擊他們的是苏联軍隊，哈菲佐拉·阿明立即反駁说這是謊言，但在哈菲佐拉·阿明随后聯絡阿富汗军队總參謀長失敗後，他喃喃自語地說：「我猜中了，一切都是真的」。
總統府内的戰鬥持續了43分鐘。戰鬥結束後，阿明和他的两个兒子被打死，女兒重傷致殘，他的妻子也受傷。除此之外超過250個阿富汗人在事件中死亡，包括他大部份的守衛，塔日别克宫的一部份也被火燒毀。蘇聯方面，格魯烏特種部隊有5人陣亡，其餘人幾乎都負傷，但是輕傷者一直在堅持戰鬥，“穆斯林營”有5人陣亡，35人受傷。除此之外，加上第二天的零星槍戰以及運輸飛機的墜毀，蘇聯方面在這此行動中，總共喪生50餘人。

## 行動結束後
喀布爾電臺在總統府被攻占之後宣佈，根據革命法庭決定，叛徒哈菲佐拉·阿明被處以死刑，并被執行。之後又播放了巴布拉克·卡尔迈勒的《告阿富汗人民書》。内容裏説到：今天阿明及其走狗們拷打逼供機器被摧毀了。這是些篡權者和野蠻的屠夫、劊子手，他們殺害了我們數以萬計的同胞————祖父祖母、父親母親、兄弟姐妹、兒女子孫……